# Hans Egede
Hans Egede (Harstad, 31 gennaio 1686 – Stubbekøbing, 5 novembre 1758) è stato un missionario, esploratore e vescovo luterano norvegese, soprannominato l'Apostolo della Groenlandia.

## Biografia
Hans Egede era figlio di Poul Hansen Egede (1648-1706), un funzionario pubblico di origine danese e di sua moglie Kirstine Jensdatter Hind (1656-1724). Nacque ad Harstad, un centro abitato sull'isola di Hinnøya. 
Suo nonno Hans Jensen Colding Ravn (1596-1659) era un pastore della località di Vester Egede Sogn, un piccolo centro abitato sull'isola di Selandia in Danimarca. La famiglia adottò il toponimo Egede come cognome. La famiglia di Hans Egede non era facoltosa, ma dava importanza a una buona istruzione. Inizialmente fu istruito dallo zio, il pastore Peder Hind, e successivamente dal cappellano Niels Schielderup.
Nel 1704 fu ammesso all'Università di Copenaghen per studiare teologia sotto la guida di Hans Bartholin. Riuscì a completare gli studi nel 1705. Alla morte del padre divenne per lui imperativo ottenere un posto come pastore. Il 15 aprile 1707, a soli 21 anni, fu ordinato a Trondheim e dieci giorni dopo fu nominato cappellano a Torsken. Il 25 giugno fu nominato cappellano di Vågan, allora sotto il parroco di Lødingen. Entrò in contrasto con il parroco, il contrasto fu portato all'attenzione del prevosto e Hans fu multato per comportamento irrispettoso.
Udì di un antico insediamento vichingo con cui si erano persi i contatti molti anni prima; nel maggio 1721 chiese e ottenne da Federico IV di Danimarca il permesso di cercare la colonia perduta e installarvi una missione, poiché pensava che la gente che vi abitava fosse ancora cattolica o che avesse perso la fede cristiana.
Egede sbarcò il 3 luglio sulla costa occidentale della Groenlandia, ma non trovò superstiti dei vecchi coloni vichinghi; non si era avuta più notizia di loro da trecento anni. Tuttavia trovò le genti Inuit e cominciò a convertirle al Cristianesimo; studiò la loro lingua e tradusse testi cristiani in Kalaallisut. Vi erano delle difficoltà, come per esempio il fatto che in Groenlandia non si conosceva il pane: Egede ovviò al problema cambiando una parte del Padre Nostro in «dacci oggi la nostra pesca di foche quotidiana».
Egede fondò Godthåb (l'attuale Nuuk), che divenne più tardi la capitale della Groenlandia. Nel 1724 battezzò il primo bimbo; nel 1730 il nuovo re Cristiano VI di Danimarca ordinò a tutti gli europei di rientrare, ma Egede decise di rimanere là spinto dalla moglie Gertrud. Nel 1729 pubblicò un libro, Det gamle Grønlands nye Perlustration (La nuova esplorazione della vecchia Groenlandia, una descrizione accurata delle vecchie colonie nordiche groenlandesi), che fu tradotto in molte lingue.
Nel 1733 i missionari Herrnhut di Nicolaus Ludwig Zinzendorf arrivarono dall'Europa e si stabilirono a Nuova Herrnhut, a sud di Nuuk. Nel 1734 si diffuse un'epidemia di vaiolo tra gli Inuit e nel 1735 Gertrud Egede morì; Hans Egede allora lasciò il figlio Paul in Groenlandia e andò a Copenaghen con le figlie e il figlio Niels il 9 agosto 1736. Nel 1741 fu nominato vescovo della Groenlandia e nel 1747 fondò un catechismo sull'isola. Morì nel 1758 a Falster, in Danimarca.
Egede divenne un santo nazionale in Groenlandia e la città di Egedesminde (Aasiaat) lo commemora; fu fondata da Niels Egede, il secondo figlio maschio di Hans, sulla Penisola di Eqalussuit nel 1759 ma fu spostata sull'isola di Aasiaat nel 1763, che era stato un insediamento inuit pre-vichingo.
È stato intitolato a lui il cratere Egede sulla Luna.